# Park Narodowy Berbak
Park Narodowy Berbak (indonez. Taman Nasional Berbak) – park narodowy Indonezji leżący na terenie Sumatry. Cały jego teren objęty jest konwencją ramsarską od 8 kwietnia 1992, a od roku 2004 został uznany za Important Bird Area przez BirdLife International. Teren IBA nie jest tożsamy z terenem parku, którego powierzchnia wynosi 162 700 ha (IBA 300 000 ha).

## Warunki naturalne
Na terenie Berbak wysokość wynosi 0–20 m n.p.m. Temperatura waha się między 25 a 28 °C, średnia roczna suma opadów wynosi 2300 mm. Obszar tego parku narodowego pokryty jest bagnistym lasem. Rośnie tu ponad 150 gatunków drzew. Z ciekawszych roślin na terenie parku występują m.in. przedstawiciele rodzaju Shorea (dwuskrzydłowate), zagrożona Johanesteijmannia altifrons (arekowate) czy Lepidaria kingii (gązewnikowate).

## Fauna
Na terenie PN Berbak spotykane są nosorożce sumatrzańskie (Dicerorhinus sumatrensis), tygrysy sumatrzańskie (Panthera tigris sumatrae), tapiry malajskie (Tapirus indicus), kanczyle malajskie (Tragulus javanicus) oraz dwa gatunki żółwi – orlicja (Orlitia borneensis) i batagur słodkowodny (Batagur baska).

## Awifauna
Obszar Berbak został uznany za Important Bird Area, gdyż na jego terenie występują następujące gatunki ptaków (tzw. trigger species): krytycznie zagrożony gołąb srebrzysty (Columba argentina), zagrożone – malajka (Asarcornis scutulata), dławigad malajski (Mycteria cinerea), bocian garbaty (Ciconia stormi) i brodziec nakrapiany (Tringa guttifer), narażony czarnopiór (Melanoperdix niger), a także bliskie zagrożenia: marabut jawajski (Leptoptilos javanicus), szlamiec wielki (Limnodromus semipalmatus) oraz zimorodek malajski (Alcedo euryzona peninsulae).